# معركة بوردوان
معركة بوردوان (বর্ধমানের যুদ্ধ) وقعت في بوردوان بين البنغال وإمبراطورية ماراثا في مارس 1747. عندما تقدمت قوات المراثا نحو البنغال من أوريسا، مير جعفر و عطاء الله خان قادة جيش نواب علي وردي خان تراجعا نحو بوردوان دون مقاومة الغزاة. ونتيجة لذلك، علي وردي خان رفض كلا منهما وجمع جيشا للدفاع ضد غزو قوات الماراثا جانوجي بونسلي و مير حبيب. بعد القتال العنيف، علي وردي خان تمكن من صد الماراثا في هذه المعركة.